# Jónás (keresztnév)
A Jónás héber eredetű férfinév. Jelentése: galamb.

## Gyakorisága
Az 1990-es években szórványos név, a 2000-es években nem szerepel a 100 leggyakoribb férfinév között.

## Névnapok
- március 29.[2]
- szeptember 19.[2]
- szeptember 21.[2]
- november 12.[2]
- november 18.[2]
- november 20.[2]

## Híres Jónások
- „Jónás” utónevű személyek szócikkeinek listája a Wikidata alapján